# 김혁중
김혁중(한국 한자: 金赫重, 1994년 12월 9일 ~ )은 대한민국의 전 축구 선수이며, 포지션은 공격수였다.